# 한울학교
한울학교는 전북특별자치도 남원시 이백면 서곡리에 있는 공립 특수학교이다.

## 연혁
- 2011년 3월 1일 : 개교